# Paradella tumidicauda
Paradella tumidicauda is een pissebed uit de familie Sphaeromatidae. De wetenschappelijke naam van de soort is voor het eerst geldig gepubliceerd in 1970 door Peter W. Glynn.